# Asclepias randii
Asclepias randii là một loài thực vật có hoa trong họ La bố ma. Loài này được S.Moore mô tả khoa học đầu tiên năm 1902.